# Bernward Rechel
Bernward Rechel (* 27. August 1948 in Halberstadt) ist ein ehemaliger deutscher Politiker (CDU). Er war 1990 Staatssekretär im Ministerium für Verkehr der DDR.

## Leben
Rechel erlernte den Beruf eines Elektromonteurs und qualifizierte sich später vom Flugsicherungskontrolleur zum Ingenieur für Flugsicherung. Er wurde Mitglied der CDU. Am 20. Mai 1979 wurde er erstmals als Abgeordneter in die Stadtbezirksversammlung von Berlin-Treptow und anschließend in die Funktion als Stadtbezirksrat für Stadttechnische Versorgung, Verkehrs- und Nachrichtenwesen gewählt.
Im Mai 1984 wurde er als Stadtbezirksrat wiedergewählt und gleichzeitig Stellvertreter des Stadtbezirksbürgermeisters für Stadttechnische Versorgung, Verkehrs- und Nachrichtenwesen. Im Juni 1989 wurde er in dieser Funktion bestätigt. Während der Wende in der DDR lehnte Rechel Rücktrittsforderungen ab und übte sein Mandat bis zu den Wahlen am 6. Mai 1990 aus.
Im April 1980 erfolgte seine Wahl in den CDU-Kreisvorstand von Berlin-Treptow und 1985 zum stellvertretenden Vorsitzenden des CDU-Kreisvorstandes. Später musste er als Vorsitzender der Kreissperrkommission in Zusammenarbeit mit Baubetrieben, der Volkspolizei, der BVB und der Kreisplankommission über Verkehrseinschränkungen befinden.
Im Februar 1990 wurde er auf dem Gründungsparteitag des CDU-Landesverbandes Berlin zum Mitglied des Landesvorstandes gewählt. Bei der Bildung der Regierung de Maizière wurde er im Mai 1990 zum Staatssekretär im Ministerium für Verkehr berufen. 
Rechel ist verheiratet und hat zwei Kinder.

## Auszeichnungen
- 1982 Ehrennadel der CDU